# Maria Roosen
Maria Lucia Cecilia ("Maria") Roosen (Oisterwijk, 2 april 1957) is een Nederlandse beeldhouwer en tekenaar. Roosen is ook actief als sieraadontwerper. Roosen werkt veelal in glas en aquarellen.

## Leven en werk
Roosen volgde van 1976 tot 1981 een opleiding aan het Moller Instituut (Tehatex) in Tilburg en studeerde aansluitend van 1981 tot 1983 aan de Kunstacademie Arnhem. In 1995 werd zij uitgenodigd voor deelname aan de Biënnale van Venetië. Daar toonde ze samen met Marlene Dumas en Marijke van Warmerdam werk. De presentatie werd samengesteld door Chris Dercon. Zij exposeerde in 1999 met Home is where the heart is bij de Kunstvereniging Diepenheim in Diepenheim, in 2001 met Maria Roosen in Himmelblau in het Groninger Museum in Groningen en in 2006 met Maria's Maria's in het Stedelijk Museum Schiedam in Schiedam. Zij nam in 2001 ook deel aan de kunstmanifestatie Sonsbeek 2001 in Arnhem.
Maria Roosen kreeg de oeuvreprijs voor Nederlandse beeldhouwkunst, de Wilhelminaring 2006 en maakte naar aanleiding hiervan een werk voor het Sprengenpark in Apeldoorn. In 2009 won zij de Singer Oeuvreprijs en toonde zij haar werk in de expositie Maria Roosen. In 2020 werd de Jeanne Oosting Prijs (voor aquarel) aan haar toegekend.
De kunstenares woont en werkt in Arnhem. Zij was van 1992 tot 2001 docent aan Academie Minerva in Groningen, was gastdocent aan de AKI in Enschede, de Hogeschool voor de Kunsten in Arnhem en de Jan van Eyck Academie in Maastricht. Ook is zij docent aan de afdeling Glas van de Gerrit Rietveld Academie in Amsterdam. Roosen creëert sculpturen, installaties en conceptuele kunst. Haar objecten zijn veelal gemaakt van glas en keramiek.

## Werken (selectie)
- Ogen voor het Oosten (2000), Woningbouwvereniging het oosten, Sarphatistraat in Amsterdam
- 1 + 1 = 3 (2002), rotonte van Alen in Maasdriel
- Zonder titel (2003), Amsterdam
- Hoogtepunten (2003), Keuringsdienst van Waren in Woensel
- Centraalbeweging (2003), Diemen
- De Regenboog (2004), Antoni van Leeuwenhoekziekenhuis in Amsterdam
- Toiletten (2004), Rabo Theater in Hengelo
- De Madonna van Enschede (2005), Loenshof in Enschede
- Duiven (2005), Bibliotheek De Brugse Poort in Gent
- Spiegelbollen - Albert Cuyp (2006), Bagijnhof/J. de Wittstraat in Dordrecht
- Boomsieraad (2008), John F. Kennedypark in Apeldoorn
- Druiventros (2008), Achmea in Zeist
- Braamboot (2009), Singer Museum in Laren
- Borstentros (2010), Beeldenpark van Museum Arnhem in Arnhem
- Monument Anna Blaman - Eenzaam avontuur (2010)[2] in Rotterdam
- Regenboogbrug over de Jansbeek (2019), Beekstraat in Arnhem

## Tentoonstellingen(selectie)
- 1995 - Marlene Dumas, Maria Roosen, Marijke van Warmerdam, Nederlands Paviljoen, Venetië Biënnale, Italië[3]
- 2014 - Kettingreacties, sieraden en fotografie van Claartje Keur, CODA, Apeldoorn

## Publieke collecties
- Museum Arnhem, Arnhem[4]
- Museum Boijmans Van Beuningen, Rotterdam
- Groninger Museum, Groningen[5]
- Het Noordbrabants Museum, 's-Hertogenbosch[6]
- Stedelijk Museum Schiedam, Schiedam[7]

## Fotogalerij

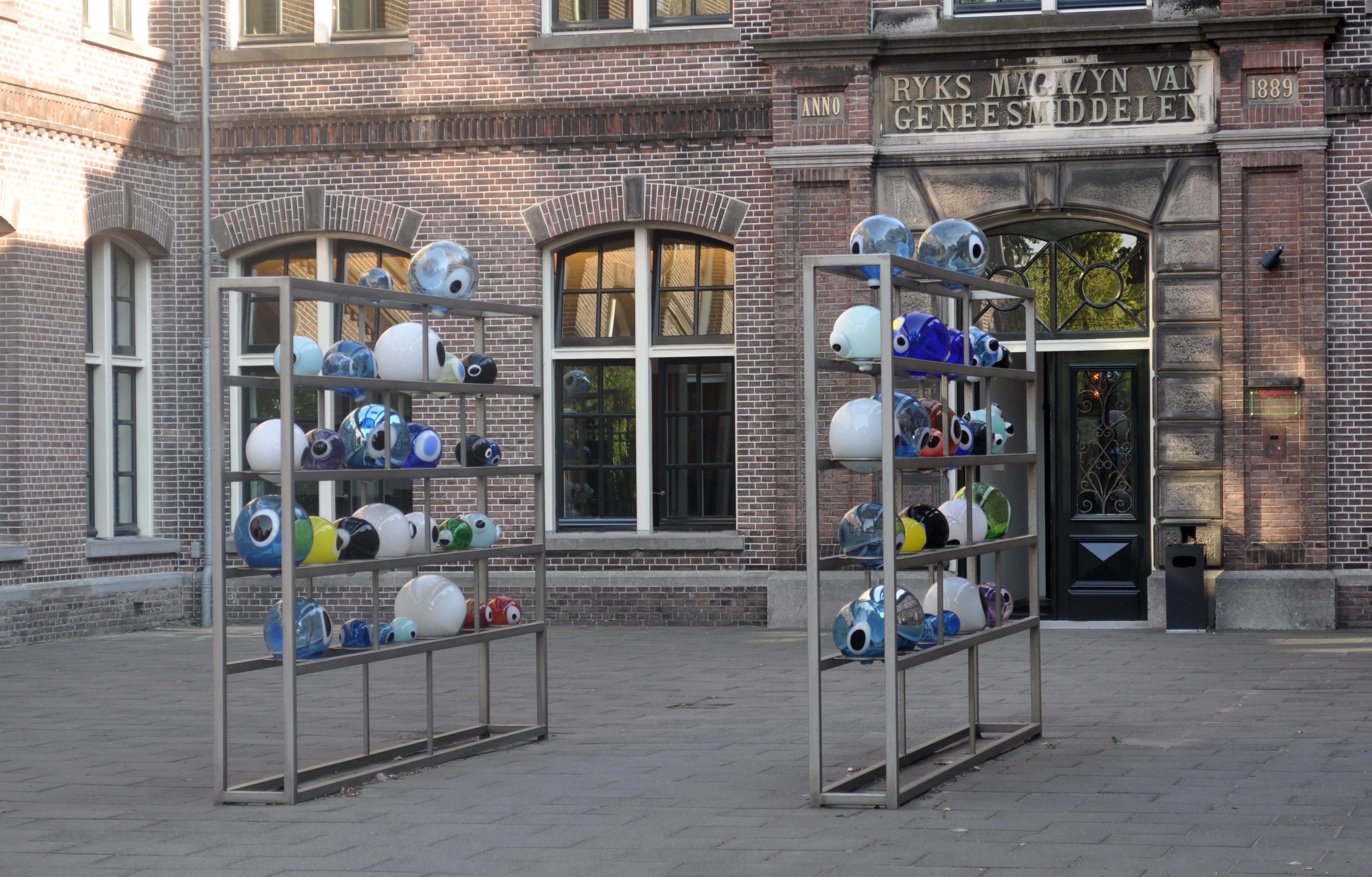
Ogen voor het Oosten (2000)
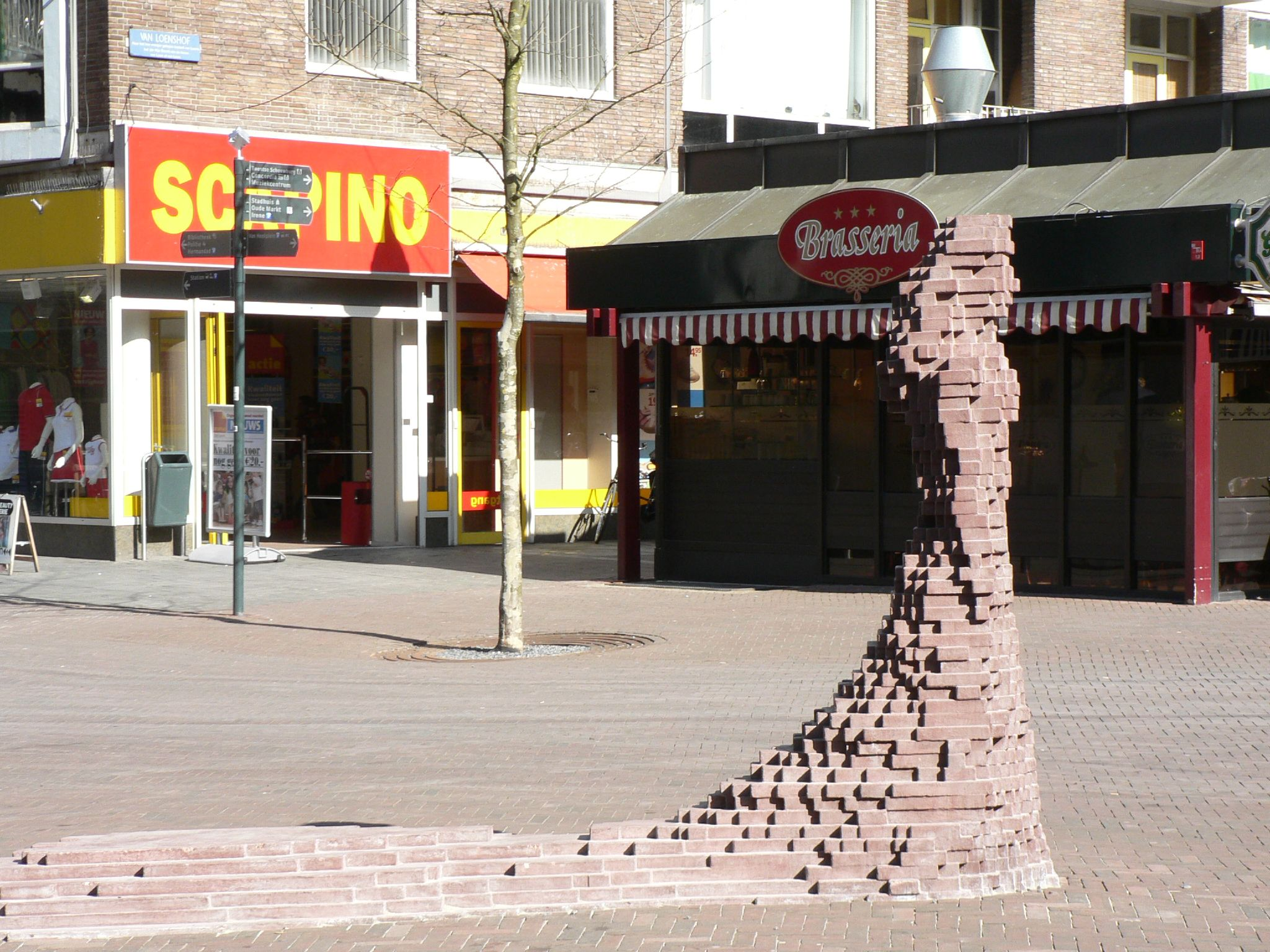
De Madonna van Enschede (2005)
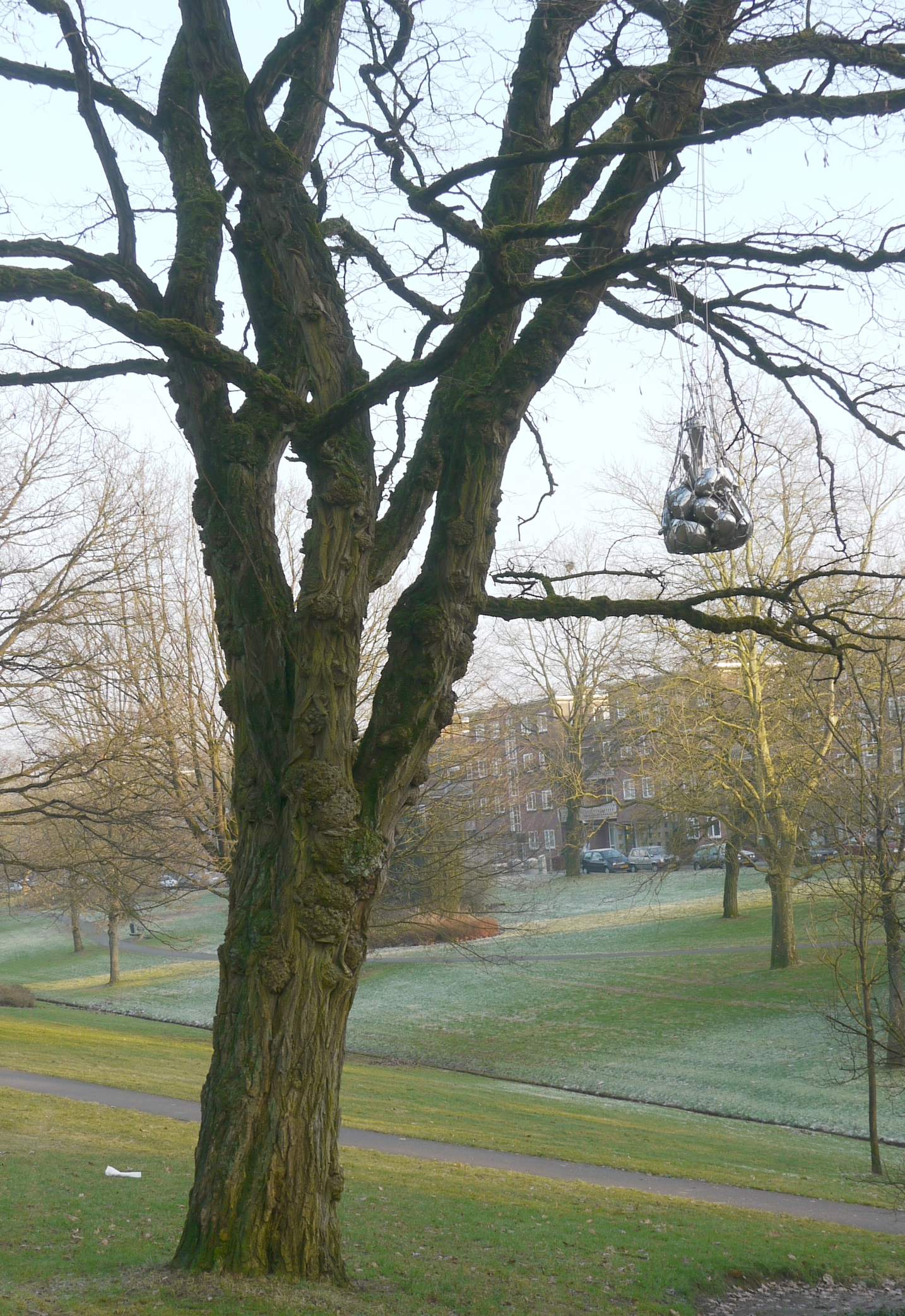
Boomsieraad (2008)
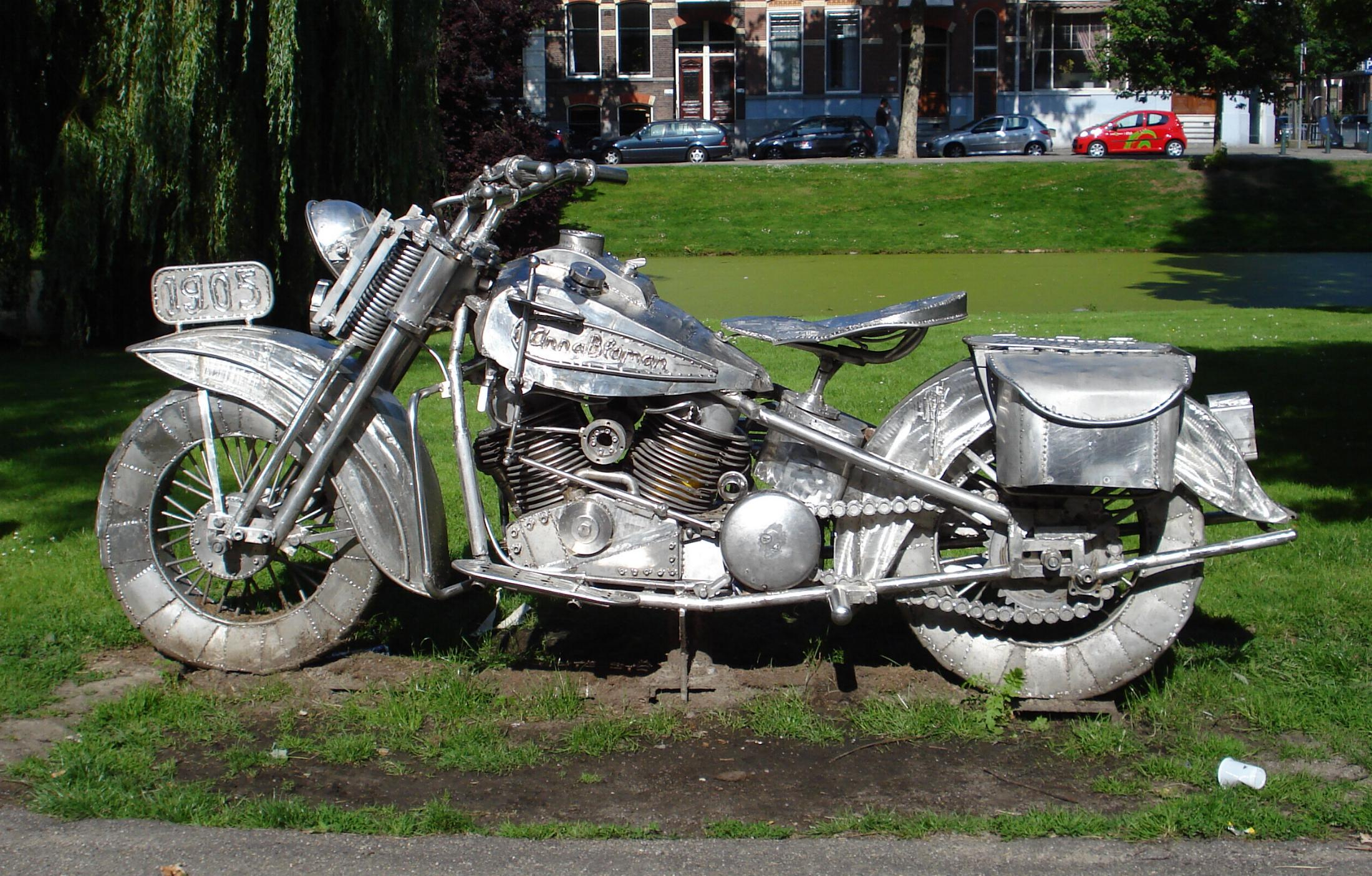
Eenzaam avontuur (2010)
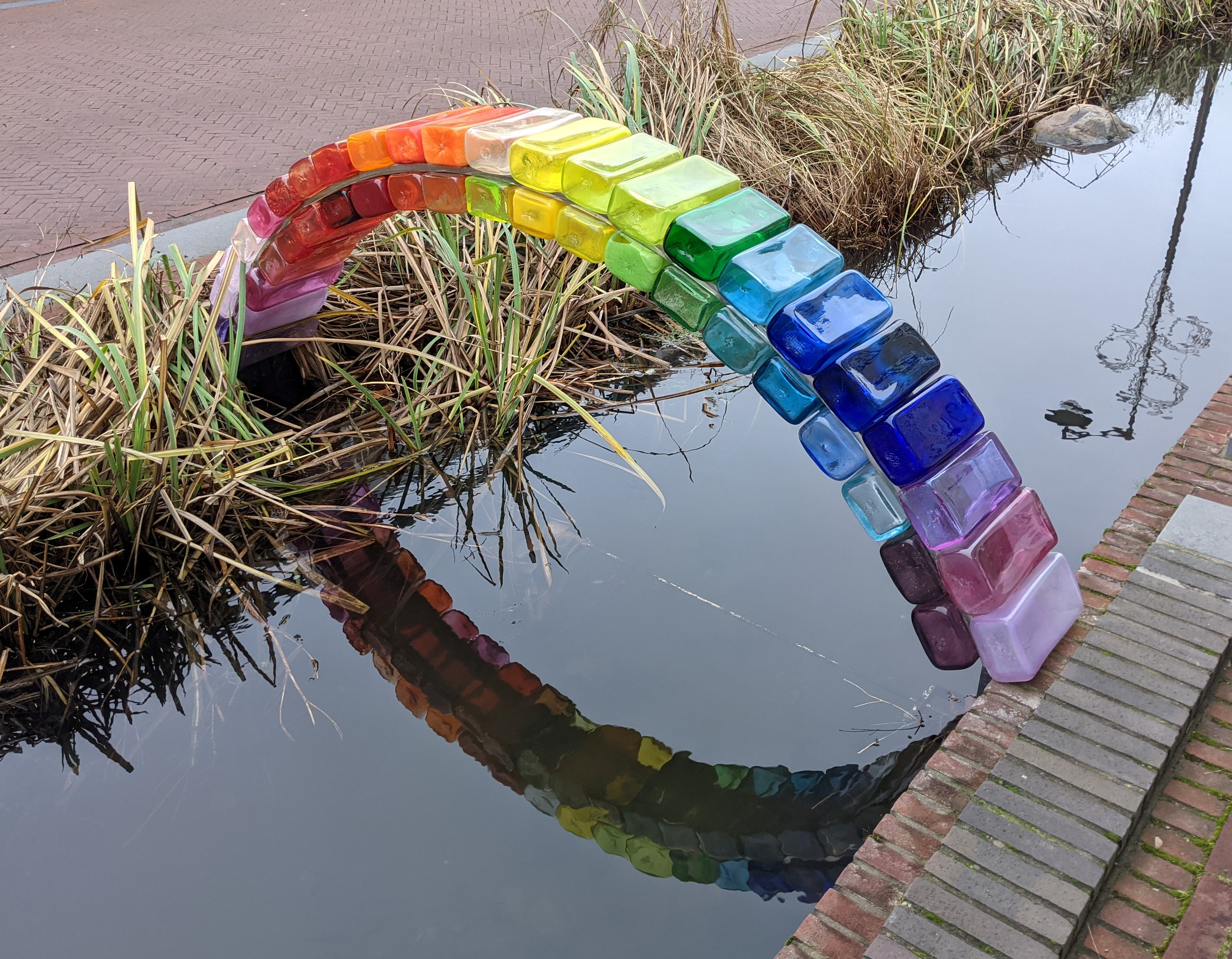
Regenboogbrug over de Jansbeek (2019)